# Schlafrocktaler
Schlafrocktaler ist der spöttische Name für einen 1816 geprägten Taler mit dem Brustbild von Friedrich August I. König von Sachsen 1806–1827 in einem unvollständig dargestellten Uniformrock.
| |  | Konventionsspeciestaler 1816 Schlafrocktaler |
| Wert = 1⅓ Reichsrechnungstaler = 32 Groschen |  |                                              |
| Silber, Feingehalt 833,33 ‰, Feingewicht 23,354 g |  |                                              |
| Münzstätte Dresden, Münzmeister Johann Gotthelf Studer, Amtszeit 1812 bis 1832 |  |                                              |
| Prägejahr 1816 Auflage etwa 2.000 Stück |  |                                              |
| Istgewicht: 28,00 g Durchmesser: 38,89 mm Dicke: 3,08 mm |  |                                              |
| Glatter Rand, beidseitig glatter Randstab mit feinem Perlkreis |  |                                              |
| Randschrift: GOTT SEGNE SACHSEN |  |                                              |
| Avers: Brustbild des Königs nach Rechts, Titelumschrift: FRIEDR • AUGUST KOENIG VON SACHSEN |  |                                              |
| Revers: Heraldisch tingiertes sächsisches Wappen in einem ovalen Wappenschild mit aufgesetzter Königskrone, beidseitig mit zwei Lorbeergirlanden geschmückt und mit zwei über Kreuz liegenden Palmzweigen eingefasst; zwischen deren Stielenden Münzmeisterzeichen I.G.S. Münzfuß als Umschrift von links beginnend „ZEHN EINE FEINE MARK“ und Jahreszahl |  |                                              |

Der Münzmeister Johann Gotthelf Studer führte 1816 in Sachsen die Ringprägung ein. In diesem Zusammenhang kam es zu wesentliche Änderungen bei der Gestaltung der Münzen.
Die Beschriftung der Münzen erfolgte nur noch in deutscher Sprache. Unerwartet für den konservativ eingestellten König wurde in der Titelumschrift auf das „Gottesgnadentum“ verzichtet.
Der gealterte König lässt sich trotz des verlorenen Krieges wieder in Uniform darstellen. Gleichzeitig war das Bildnis Ausdruck dafür, dass sich an der bestehenden Ordnung nichts ändern sollte. Friedrich August I. war Gegner liberaler Ideen und gegen Reformen für mehr Rechte des aufkommenden Bürgertums.
Verändert wurde auch die Rückseite. Die Umschrift beginnt jetzt von links statt bisher von rechts. Die Jahreszahl steht unter dem Münzmeisterzeichen und nicht wie vorher in der Umschrift. Der Taler enthält die Randschrift „GOTT SEGNE SACHSEN“ mit besonderen, in Sachsen einmalig verwendeten Trennzeichen.
Der spöttische Name „Schlafrocktaler“ entstand, weil nur bei der Prägung 1816 die Uniform noch keine Epaulette hat, die Rangzeichen am Kragen und die Bruststerne der Orden fehlen. Nur Ordensband und Ordenszeichen des Ordens von der Rautenkrone sind abgebildet.
Friedrich August stiftete am 20. Juli 1807 zum Andenken an das gebildete Königreich den ersten nichtmilitärischen Orden der grünen oder Rautenkrone, um auch verdienstvolle Staatsmänner auszeichnen zu können. Der Name bezieht sich auf die im Wappen von Sachsen enthaltene grüne Raute. Das Ordenszeichen besteht aus einem goldenen, grünemaillierten Johanniterkreuz. In seiner Mitte die goldenen Chiffren F A für Friedrich August. Das Ordenszeichen wird am grasgrünen Ordensband von der rechten Schulter zur linken Hüfte getragen. Dazu gehört ein achteckiger silberner Stern mit der Ordensdevise „PROVIDENTIAE MEMOR“ (eingedenk der Vorsehung), auf der linken Brust getragen. Der Orden wurde bis 1918 in 431 Exemplaren verliehen.